# Porfiri Nikititsch Krylow (Botaniker)

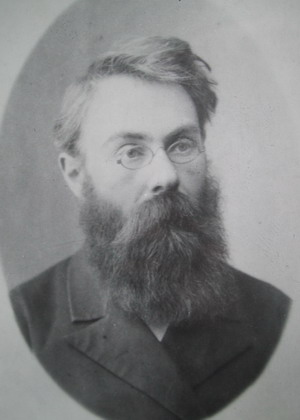
Porfiri Nikititsch Krylow

Porfiri Nikititsch Krylow (russisch Порфирий Никитич Крылов; * 1. Augustjul. / 13. August 1850greg. im Dorf Sagaiskoje, Ujesd Minussinsk; † 27. Dezember 1931 in Tomsk) war ein russischer Botaniker und Hochschullehrer. Sein botanisches Autorenkürzel lautet „Krylov“.

## Leben
Krylow war der Sohn des altgläubigen Kaufmanns und Permer Ehrenbürgers Anikit Kondratjewitsch Krylow. Die Familie ließ sich in Perm nieder, und Krylow trat als Zwölfjähriger ins Permer Gymnasium ein. Nach der 4. Klasse wurde er vom Gymnasium ausgeschlossen, weil er nicht zur Prüfung erschienen war. Das Abschlusszeugnis bescheinigte ihm gute und ausreichende Leistungen sowie ausgezeichnete Leistungen in Latein und mittelmäßige in Deutsch. 1868 wurde er Lehrling in einer der Permer Apotheken. Er interessierte sich für Chemie und Heilpflanzen und bald auch für Botanik.
1871 ging Krylow nach Kasan. 1873 begann er den zweijährigen Kurs der Universität Kasan für die Ausbildung zum Provisor (Apothekerassistent), den er mit Auszeichnung abschloss. Er trat in die Gesellschaft der Naturforscher an der Universität Kasan ein und arbeitete im Botanischen Kabinett. Im Alter von 23 Jahren veröffentlichte er seine erste wissenschaftliche Arbeit über eine Himbeerart. Er wurde außerplanmäßiger Laborant am Lehrstuhl für Analytische Chemie der Universität Kasan und wechselte bald als akademischer Gärtner in den Botanischen Garten. In dieser Zeit reiste er elfmal in das Gouvernement Perm und den Uralkamm und veröffentlichte 15 Arbeiten über die dortige Flora.
Der Kurator des westsibirischen Bildungsbezirks und Gründer der ersten sibirischen Universität in Tomsk Wassili Markowitsch Florinski lud Krylow ein, den ersten Botanischen Garten jenseits des Urals für die Universität Tomsk und ein Herbarium anzulegen. Im Juli 1885 kam Krylow nach Tomsk und brachte 700 Töpfe mit Orangeriepflanzen für den Botanischen Garten mit. Sogleich begann er mit der Organisation des Herbariums in Form eines botanischen Museums. Der Bau der Hauptorangerie wurde begonnen und 14 Gewächshäuser wurden vorbereitet. Angelegt wurden ein Kräutergarten mit 200 Arten, ein Arboretum, ein Heilpflanzengarten und ein Obstgarten. Vor dem Hauptgebäude der Universität legte er einen Park an, den sogenannten Universitätshain.

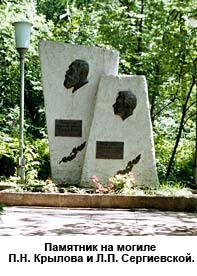
Krylows und Sergijewskajas Grabdenkmal im Tomsker Universitätshain

1888 gründete Krylow den Stadtpark in Tomsk. Dazu kamen viele Grünanlagen, Alleen und Parks. Ab den 1890er Jahren unternahm er zur Vervollständigung des Botanischen Gartens mehrere Reisen in den Altai, zum Telezker See, in den Westsajan und nach Westsibirien (u. a. Barabasteppe, Kulundasteppe) und Kasachstan. Er gründete in Tomsk, Sudschenka und Issilkul Baumschulen für Gehölze zum Schutz der Transsibirischen Eisenbahn gegen Schnee. 1901 gab Krylow den ersten Band seines Hauptwerks über die Flora des Altai und des Gouvernements Tomsk heraus. 1914 berief ihn die Kaiserliche Akademie der Wissenschaften in das Botanische Museum der Akademie der Wissenschaften in Petrograd. 1915 ließ der Permer Unternehmer Nikolai Wassiljewitsch Meschkow von Krylow und Pawel Wassiljewitsch Sjusew Gutachten für die Anlage eines Volksgartens in Perm erstellen, der infolge der Oktoberrevolution und des Russischen Bürgerkriegs nicht realisiert wurde. 1916 bereiste Krylow den Kaukasus. Nach Februarrevolution und Oktoberrevolution kehrte er 1917 nach Tomsk zurück, wo er zum Professor der Universität Tomsk ernannt wurde. Zu seinen Schülern gehörten Wiktor Wladimirowitsch Rewerdatto, Lidija Palladijewna Sergijewskaja und Boris Konstantinowitsch Schischkin.
1918 begann Krylow sein zweites Hauptwerk über die Flora Westsibiriens, das erst nach seinem Tode von seinen Studenten fertiggestellt wurde. 1925 wurde er zum Korrespondierenden Mitglied der Allukrainischen Akademie der Wissenschaften und 1929 zum Korrespondierenden Mitglied der Akademie der Wissenschaften der UdSSR gewählt. Auf der Grundlage seiner Arbeiten wurden in den 1930er Jahren die geobotanischen Karten der Region Krasnojarsk erstellt. 1931 war Krylow Berater einer Expedition der Nowosibirsker Filiale des Instituts für Chemie und Pharmazeutik zur Untersuchung der Heilpflanzen und ätherischen Pflanzen in Transbaikalien. Er unternahm dazu eine Reise in die Agasteppe, die seine letzte Reise wurde.

## Ehrungen, Preise
- Ehrendoktor der Universität Kasan (1909)
- Baer-Preis der Kaiserlichen Akademie der Wissenschaften (1914)